# Сан-Педро-дель-Вальє
Сан-Педро-дель-Вальє (ісп. San Pedro del Valle) — муніципалітет в Іспанії, у складі автономної спільноти Кастилія-і-Леон, у провінції Саламанка. Населення — 147 осіб (2010).
Муніципалітет розташований на відстані близько 190 км на захід від Мадрида, 17 км на північний захід від Саламанки.
На території муніципалітету розташовані такі населені пункти: (дані про населення за 2010 рік)
- Карраскаль-де-Веламбелес: 33 особи
- Ла-Нарра: 4 особи
- Сан-Педро-дель-Вальє: 100 осіб
- Сантібаньєс: 3 особи
- Торресілья-дель-Ріо: 7 осіб

## Демографія
Динаміка населення (INE ):

## Зовнішні посилання
- Провінційна рада Саламанки: індекс муніципалітетів
- Посилання на Google Maps